# Occidental College

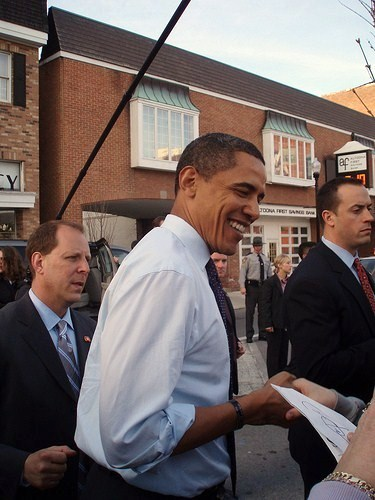
Barack Obama tillhörde avgångsklassen från Occidental College 1983.

Occidental College är ett liberal arts college beläget i Los Angeles i Kalifornien, USA. Occidental College grundades 1887 och är ett av de äldsta på USA:s västkust. Skolan har nyligen fått uppmärksamhet genom USA:s president Barack Obama, som gick på skolan i två år innan han flyttade till Columbia University.